# 口角挙筋
口角挙筋（こうかくきょきん、英語: levator anguli oris）は人間の頭部の浅頭筋のうち、口唇周囲にかけての口筋のなかで口角を上方にあげる筋肉である。筋肉の一方が皮膚で終わっている皮筋である。別名、犬歯筋。
人間において、口角挙筋の起始は上顎骨前面の犬歯窩より起こる。
上頬小帯の動きに関係する。

## 画像

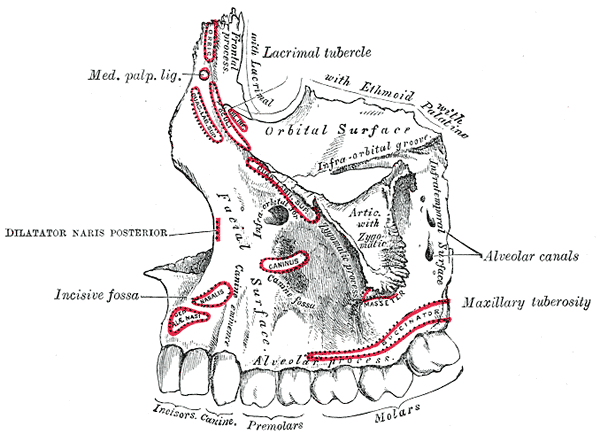
Left maxilla. Outer surface.